# Rali de Sanremo
Rali de Sanremo é um rali que se realiza na área da cidade italiana de Sanremo, na Ligúria, desde 1958. Fez parte do Campeonato Mundial de Rali (WRC), organizado pela FIA entre as temporadas de 1973 e 2003, sendo a partir daí substituído pelo Rali da Sardenha como etapa italiana. Também já fez parte do Campeonato Europeu de Rali, sendo relegado em 2014 para a ERC Cup.

## História
O primeiro "Rallye Internazionale di Sanremo" foi realizado em 1928. A palavra francesa "rallye", ao contrário do italiano "rally", foi inspirada no Rallye Automobile Monte Carlo. Depois de outra prova realizada com sucesso em 1929, o evento foi atribuído a novos organizadores que decidiram montar uma corrida de rua pela cidade de Sanremo. O primeiro deles, 1 ° Circuito Automobilistico Sanremo, foi realizado em 1937 e vencido por Achille Varzi. O Rallye Sanremo foi reiniciado em 1961 como Rallye dei Fiori ("Rali das Flores") e tem sido realizado todos os anos desde então.
De 1970 a 1972, o Rali de Sanremo fez parte do Campeonato Internacional de Fabricantes. De 1973 a 2003, o rally fez parte do calendário do Campeonato Mundial de Ralis, excepto em 1995, quando o evento era apenas parte do Campeonato Mundial de Fabricantes de 2 Litros da FIA. O rali se tornou o centro da controvérsia em 1986, depois que os comissários desclassificaram a equipe da fábrica da Peugeot no final do terceiro dia por usar saias laterais ilegais, entregando a vitória à Lancia. A Peugeot havia usado a mesma configuração em provas anteriores, sem qualquer problema nas verificações e também havia passado nas verificações pré-rali. A Peugeot recorreu, mas os organizadores não permitiram que a equipe continuasse o rali. A FIA confirmou mais tarde que a exclusão tinha sido ilegal, já que os carros da Peugeot eram legais, e decidiu anular os resultados de todo o evento.
O Rali Sanremo foi originalmente um evento de superfície mista (asfalto e terra), mas a partir de 1997 foi organizado como um rali todo em asfasto. Depois de cair do calendário do WRC (a favor do Rali da Sardenha em 2004), o Rali de Sanremo fez parte do Campeonato Italiano de Ralis. Entre 2006 e 2012, fez parte do Intercontinental Rally Challenge e em 2013 fez parte do Campeonato Europeu de Rali. Em 2015, os organizadores e a FIA decidiram incluir o Rallye Femminile Perla di Sanremo (de 1952 a 1956) como parte do Rali de Sanremo. O propósito desta decisão foi homenagear a série feminina de rali italiana em Sanremo, na década de 1950. Devido a essas mudanças, o 57 ° Rallye Sanremo em 2015 se transformou em 62 ° Rallye Sanremo e continuará com este sistema de numeração.

## Vencedores
| Temporada | Evento                                | Piloto                | Carro                      | Campeonato   |
| --------- | ------------------------------------- | --------------------- | -------------------------- | ------------ |
| 1928      | Rallye Internazionale di Sanremo      | Urdareanu             | Fiat 520                   |              |
| 1929      | Rallye Internazionale di Sanremo      | Urdareanu             | Fiat 521                   |              |
| 1952      | 1° Rallye Femminile Perla di Sanremo  | Paola Della Chiesa    | Lancia Aurelia GT          |              |
| 1953      | 2° Rallye Femminile Perla di Sanremo  | Luisa Rezzonico       | Lancia Aurelia             |              |
| 1954      | 3° Rallye Femminile Perla di Sanremo  | Paola Della Chiesa    | Alfa Romeo 1900            |              |
| 1955      | 4° Rallye Femminile Perla di Sanremo  | Paola Della Chiesa    | Lancia Aurelia B22         |              |
| 1956      | 5° Rallye Femminile Perla di Sanremo  | Goffreda Cambieri     | Isetta                     |              |
| 1961      | 1º Rallye dei Fiori                   | De Villa              | Alfa Romeo Giulietta       |              |
| 1962      | 2º Rallye dei Fiori                   | Frescobaldi           | Lancia Flavia              |              |
| 1963      | 3º Rallye dei Fiori                   | Franco Patria         | Lancia Flavia Coupè        |              |
| 1964      | 4º Rallye dei Fiori                   | Erik Carlsson         | Saab 96 Sport              |              |
| 1965      | 5º Rallye dei Fiori                   | Leo Cella             | Lancia Fulvia 2C           |              |
| 1966      | 6º Rallye dei Fiori                   | Leo Cella             | Lancia Fulvia HF           |              |
| 1967      | 7º Rallye dei Fiori                   | Jean-François Piot    | Renault Gordini            |              |
| 1968      | 8º Rallye di Sanremo                  | Pauli Toivonen        | Porsche 911                |              |
| 1969      | 9º Rallye di Sanremo                  | Harry Källström       | Lancia Fulvia HF           |              |
| 1970      | 1º Sanremo-Sestriere - Rally d'Italia | Jean-Luc Thérier      | Alpine-Renault A110 1600   | ICM          |
| 1971      | 2º Sanremo-Sestriere - Rally d'Italia | Ove Andersson         | Alpine-Renault A110 1600   | ICM          |
| 1972      | 14º Rallye Sanremo                    | Amilcare Ballestrieri | Lancia Fulvia 1.6 Coupé HF | ICM          |
| 1973      | 15º Rallye Sanremo                    | Jean-Luc Thérier      | Alpine-Renault A110 1800   | WRC          |
| 1974      | 16º Rallye Sanremo                    | Sandro Munari         | Lancia Stratos HF          | WRC          |
| 1975      | 17º Rallye Sanremo                    | Björn Waldegård       | Lancia Stratos HF          | WRC          |
| 1976      | 18º Rallye Sanremo                    | Björn Waldegård       | Lancia Stratos HF          | WRC          |
| 1977      | 19º Rallye Sanremo                    | Jean-Claude Andruet   | Fiat 131 Abarth            | WRC          |
| 1978      | 20º Rallye Sanremo                    | Markku Alén           | Lancia Stratos HF          | WRC          |
| 1979      | 21º Rallye Sanremo                    | Antonio Fassina       | Lancia Stratos HF          | WRC          |
| 1980      | 22º Rallye Sanremo                    | Walter Röhrl          | Fiat 131 Abarth            | WRC          |
| 1981      | 23º Rallye Sanremo                    | Michèle Mouton        | Audi Quattro               | WRC          |
| 1982      | 24º Rallye Sanremo                    | Stig Blomqvist        | Audi Quattro               | WRC          |
| 1983      | 25º Rallye Sanremo                    | Markku Alén           | Lancia Rally 037           | WRC          |
| 1984      | 26º Rallye Sanremo                    | Ari Vatanen           | Peugeot 205 Turbo 16       | WRC          |
| 1985      | 27º Rallye Sanremo                    | Walter Röhrl          | Audi Quattro               | WRC          |
| 1986      | 28º Rallye Sanremo[1]                 | Markku Alén           | Lancia Delta S4            | WRC          |
| 1987      | 29º Rallye Sanremo                    | Miki Biasion          | Lancia Delta HF 4WD        | WRC          |
| 1988      | 30º Rallye Sanremo - Rallye d'Italia  | Miki Biasion          | Lancia Delta Integrale     | WRC          |
| 1989      | 31º Rallye Sanremo - Rallye d'Italia  | Miki Biasion          | Lancia Delta Integrale 16V | WRC          |
| 1990      | 32º Rallye Sanremo - Rallye d'Italia  | Didier Auriol         | Lancia Delta Integrale 16V | WRC          |
| 1991      | 33º Rallye Sanremo - Rallye d'Italia  | Didier Auriol         | Lancia Delta Integrale 16V | WRC          |
| 1992      | 34º Rallye Sanremo - Rallye d'Italia  | Andrea Aghini         | Lancia Delta HF Integrale  | WRC          |
| 1993      | 35º Rallye Sanremo - Rallye d'Italia  | Franco Cunico         | Ford Escort RS Cosworth    | WRC          |
| 1994      | 36º Rallye Sanremo - Rallye d'Italia  | Didier Auriol         | Toyota Celica Turbo 4WD    | WRC          |
| 1995      | 37º Rallye Sanremo - Rallye d'Italia  | Piero Liatti          | Subaru Impreza 555         | FIA 2-Litros |
| 1996      | 38º Rallye Sanremo - Rallye d'Italia  | Colin McRae           | Subaru Impreza 555         | WRC          |
| 1997      | 39º Rallye Sanremo - Rallye d'Italia  | Colin McRae           | Subaru Impreza WRC         | WRC          |
| 1998      | 40º Rallye Sanremo - Rallye d'Italia  | Tommi Mäkinen         | Mitsubishi Lancer Evo 5    | WRC          |
| 1999      | 41º Rallye Sanremo - Rallye d'Italia  | Tommi Mäkinen         | Mitsubishi Lancer Evo 6    | WRC          |
| 2000      | 42º Rallye Sanremo - Rallye d'Italia  | Gilles Panizzi        | Peugeot 206 WRC            | WRC          |
| 2001      | 43º Rallye Sanremo - Rallye d'Italia  | Gilles Panizzi        | Peugeot 206 WRC            | WRC          |
| 2002      | 44º Rallye Sanremo - Rallye d'Italia  | Gilles Panizzi        | Peugeot 206 WRC            | WRC          |
| 2003      | 45.º Rali de Sanremo                  | Sébastien Loeb        | Citroën Xsara WRC          | WRC          |
| 2004      | 46º Rallye Sanremo                    | Renato Travaglia      | Peugeot 206 XS S1600       |              |
| 2005      | 47º Rallye Sanremo                    | Alessandro Perico     | Renault Clio S1600         |              |
| 2006      | 48º Rallye Sanremo                    | Paolo Andreucci       | Fiat Punto S2000           | IRC          |
| 2007      | 49º Rallye Sanremo                    | Luca Rossetti         | Peugeot 207 S2000          | IRC          |
| 2008      | 50º Rallye Sanremo                    | Giandomenico Basso    | Abarth Grande Punto S2000  | IRC          |
| 2009      | 51º Rallye Sanremo                    | Kris Meeke            | Peugeot 207 S2000          | IRC          |
| 2010      | 52º Rallye Sanremo                    | Paolo Andreucci       | Peugeot 207 S2000          | IRC          |
| 2011      | 53º Rallye Sanremo                    | Thierry Neuville      | Peugeot 207 S2000          | IRC          |
| 2012      | 54º Rallye Sanremo                    | Giandomenico Basso    | Ford Fiesta RRC            | IRC          |
| 2013      | 55º Rallye Sanremo                    | Giandomenico Basso    | Peugeot 207 S2000          | ERC          |
| 2014      | 56º Rallye Sanremo                    | Umberto Scandola      | Škoda Fabia S2000          |              |
| 2015      | 62° Rallye Sanremo[2]                 | Paolo Andreucci       | Peugeot 208 T16            |              |
| 2016      | 63º Rallye Sanremo                    | Paolo Andreucci       | Peugeot 208 T16            |              |
| 2017      | 64° Rallye Sanremo                    | Paolo Andreucci       | Peugeot 208 T16            |              |
| 2018      | 65° Rallye Sanremo                    | Paolo Andreucci       | Peugeot 208 T16            |              |

1  A FIA anulou posteriormente os resultados do evento de 1986.
2  Em 2015 os organizadores e a FIA incluíram o Rallye Femminile Perla di Sanremo (entre 1952 e 1956) como  parte do Rali de Sanremo e mudaram a numeração de 57° para 62°.

## Ligações exteriores
- «Página Oficial do rali»